# Saint-Saturnin-de-Lucian
Pour les articles homonymes, voir Saint-Saturnin.
Saint-Saturnin-de-Lucian est une commune française située dans le nord du département de l'Hérault, en région Occitanie.
Exposée à un climat méditerranéen, elle est drainée par le ruisseau de Lagamas, le ruisseau de l'Argenteille, le ruisseau de Tieulade et par un autre cours d'eau. La commune possède un patrimoine naturel remarquable : un site Natura 2000 (« les contreforts du Larzac ») et une zone naturelle d'intérêt écologique, faunistique et floristique.
Saint-Saturnin-de-Lucian est une commune rurale qui compte 289 habitants en 2022. Elle fait partie de l'aire d'attraction de Montpellier.
Ses habitants sont appelés les Lucianais.

## Géographie

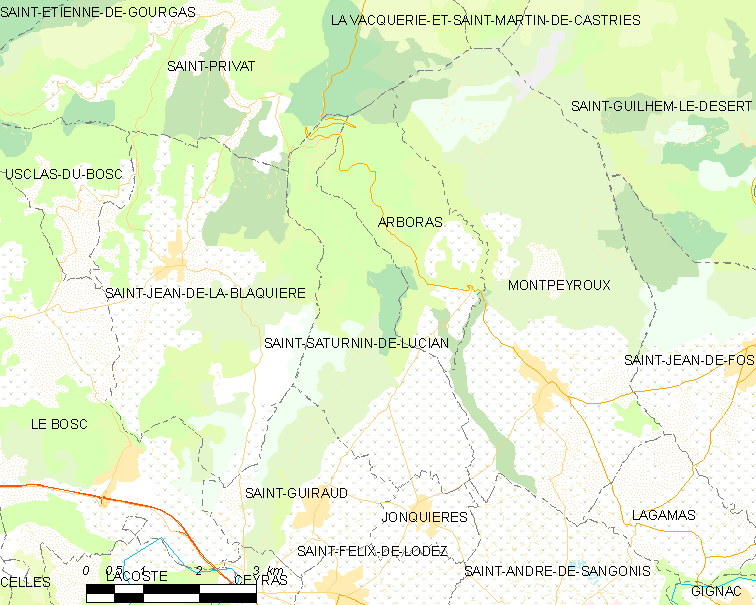
Carte

### Communes limitrophes
|                            | Saint-Privat             | Arboras                 |
| Saint-Jean-de-la-Blaquière | Saint-Saturnin-de-Lucian | Montpeyroux             |
| Saint-Guiraud              | Jonquières               | Saint-André-de-Sangonis |

### Climat
Pour des articles plus généraux, voir Climat de l'Occitanie et Climat de l'Hérault.
En 2010, le climat de la commune est de type climat méditerranéen franc, selon une étude s'appuyant sur une série de données couvrant la période 1971-2000. En 2020, Météo-France publie une typologie des climats de la France métropolitaine dans laquelle la commune est exposée à un climat méditerranéen et est dans la région climatique  Provence, Languedoc-Roussillon, caractérisée par une pluviométrie faible en été, un très bon ensoleillement (2 600 h/an), un été chaud (21,5 °C), un air très sec en été, sec en toutes saisons, des vents forts (fréquence de 40 à 50 % de vents > 5 m/s) et peu de brouillards.
Pour la période 1971-2000, la température annuelle moyenne est de 14,2 °C, avec une amplitude thermique annuelle de 16,3 °C. Le cumul annuel moyen de précipitations est de 954 mm, avec 7,2 jours de précipitations en janvier et 3,3 jours en juillet. Pour la période 1991-2020, la température moyenne annuelle observée sur la station météorologique la plus proche, située sur la commune de Saint-André-de-Sangonis à 6 km à vol d'oiseau, est de 15,5 °C et le cumul annuel moyen de précipitations est de 652,4 mm,. Pour l'avenir, les paramètres climatiques de la commune estimés pour 2050 selon différents scénarios d'émission de gaz à effet de serre sont consultables sur un site dédié publié par Météo-France en novembre 2022.

### Milieux naturels et biodiversité

#### Réseau Natura 2000

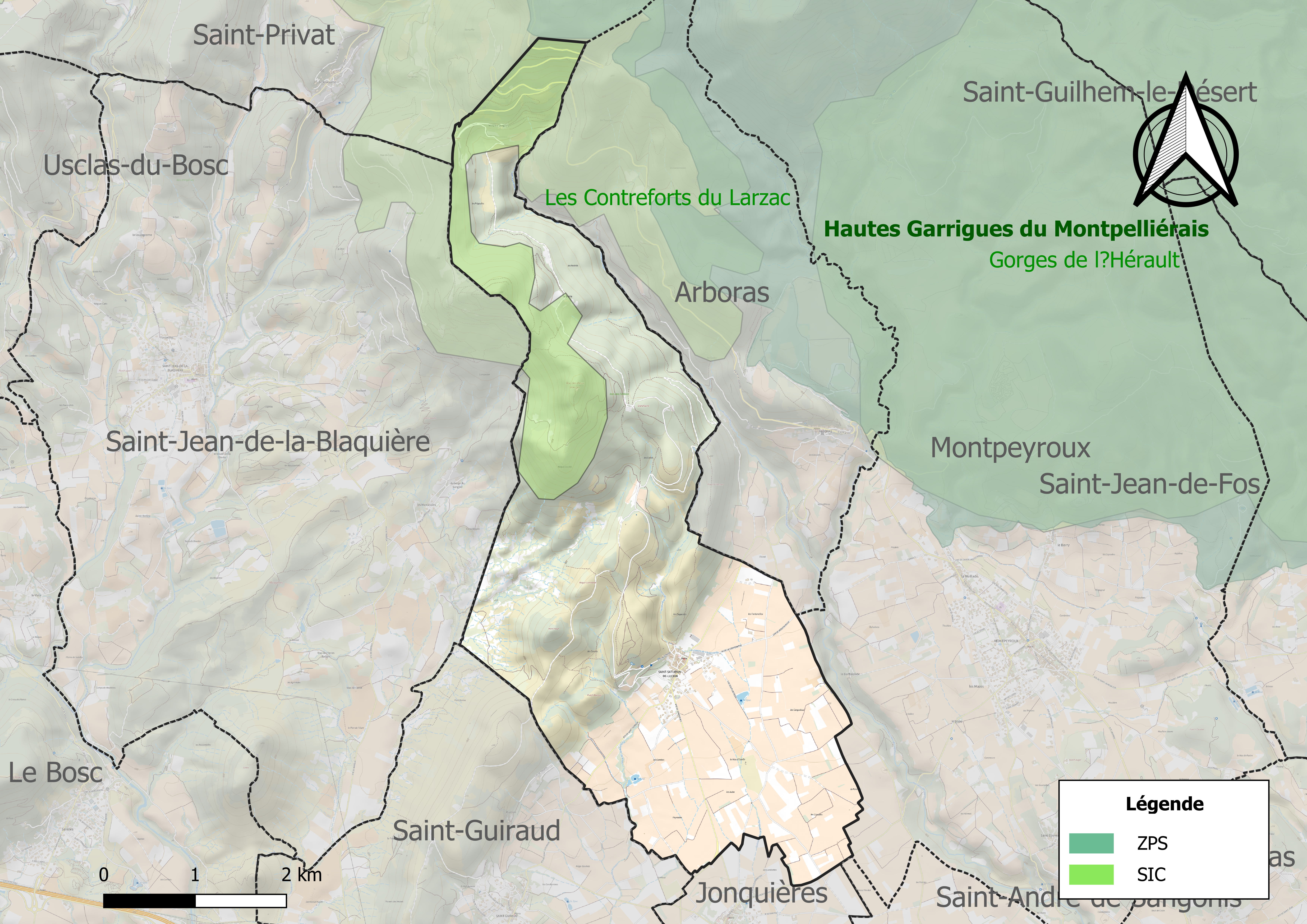
Site Natura 2000 sur le territoire communal.

Le réseau Natura 2000 est un réseau écologique européen de sites naturels d'intérêt écologique élaboré à partir des directives habitats et oiseaux, constitué de zones spéciales de conservation (ZSC) et de zones de protection spéciale (ZPS).
Un site Natura 2000 a été défini sur la commune au titre de la directive habitats : « les contreforts du Larzac », d'une superficie de 5 299 ha, constituant les premiers reliefs du Larzac qui surplombent le bassin de Lodève. Sa richesse est liée à la conjonction des deux influences caussenarde et méditerranéenne.

#### Zones naturelles d'intérêt écologique, faunistique et floristique

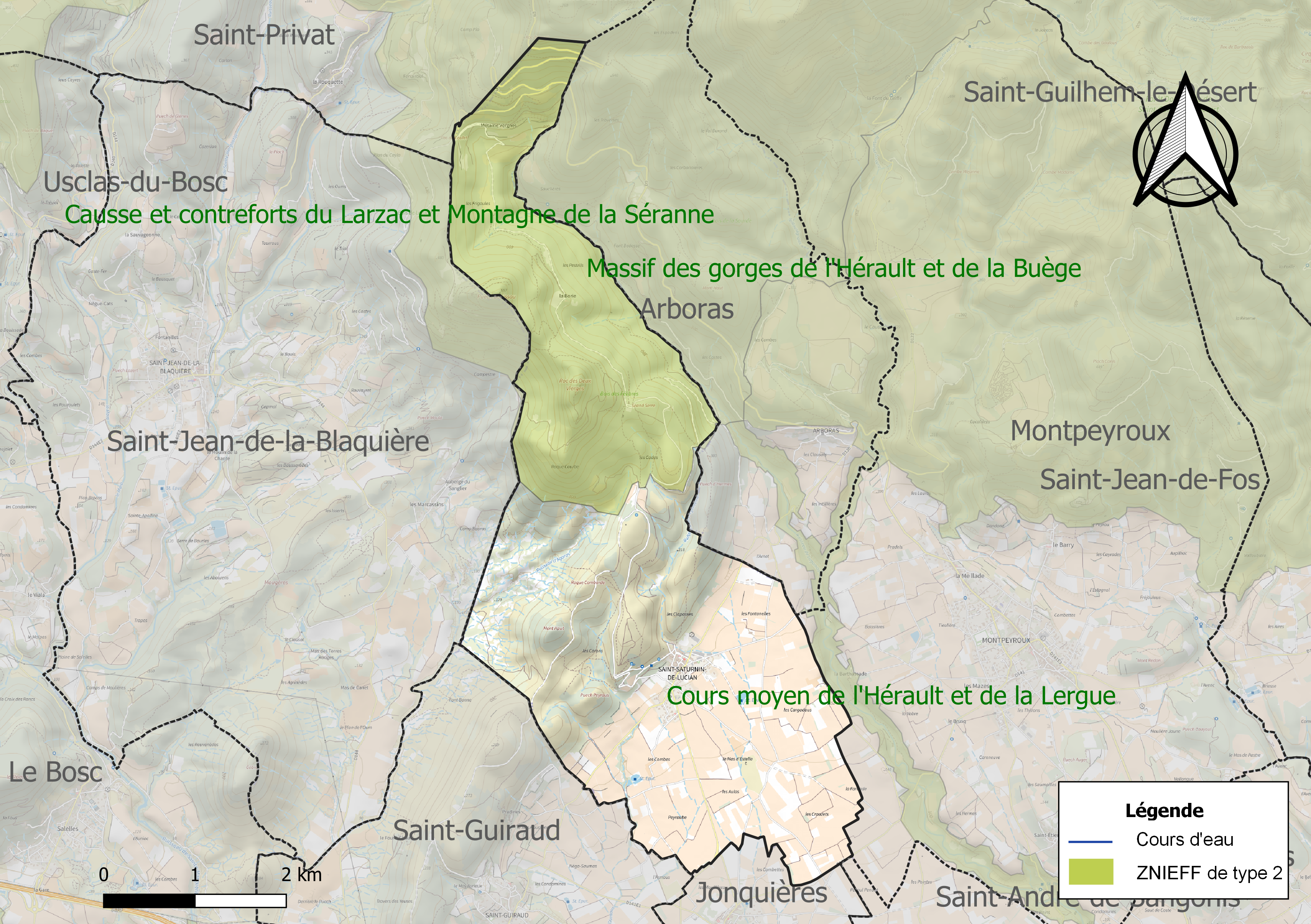
Carte de la ZNIEFF de type 2 localisée sur la commune.

L’inventaire des zones naturelles d'intérêt écologique, faunistique et floristique (ZNIEFF) a pour objectif de réaliser une couverture des zones les plus intéressantes sur le plan écologique, essentiellement dans la perspective d’améliorer la connaissance du patrimoine naturel national et de fournir aux différents décideurs un outil d’aide à la prise en compte de l’environnement dans l’aménagement du territoire.
Une ZNIEFF de type 2 est recensée sur la commune :
le « causse et contreforts du Larzac et montagne de la Séranne » (44 035 ha), couvrant 33 communes dont une dans l'Aveyron, deux dans le Gard et 30 dans l'Hérault.

## Urbanisme

### Typologie
Au 1er janvier 2024, Saint-Saturnin-de-Lucian est catégorisée commune rurale à habitat dispersé, selon la nouvelle grille communale de densité à sept niveaux définie par l'Insee en 2022.
Elle est située hors unité urbaine. Par ailleurs la commune fait partie de l'aire d'attraction de Montpellier, dont elle est une commune de la couronne,. Cette aire, qui regroupe 161 communes, est catégorisée dans les aires de 700 000 habitants ou plus (hors Paris),.

### Occupation des sols
L'occupation des sols de la commune, telle qu'elle ressort de la base de données européenne d’occupation biophysique des sols Corine Land Cover (CLC), est marquée par l'importance des forêts et milieux semi-naturels (61,3 % en 2018), en diminution par rapport à 1990 (64 %). La répartition détaillée en 2018 est la suivante : 
cultures permanentes (32,8 %), forêts (32,4 %), milieux à végétation arbustive et/ou herbacée (21,7 %), espaces ouverts, sans ou avec peu de végétation (7,2 %), zones agricoles hétérogènes (5,9 %). L'évolution de l’occupation des sols de la commune et de ses infrastructures peut être observée sur les différentes représentations cartographiques du territoire : la carte de Cassini (XVIIIe siècle), la carte d'état-major (1820-1866) et les cartes ou photos aériennes de l'IGN pour la période actuelle (1950 à aujourd'hui).

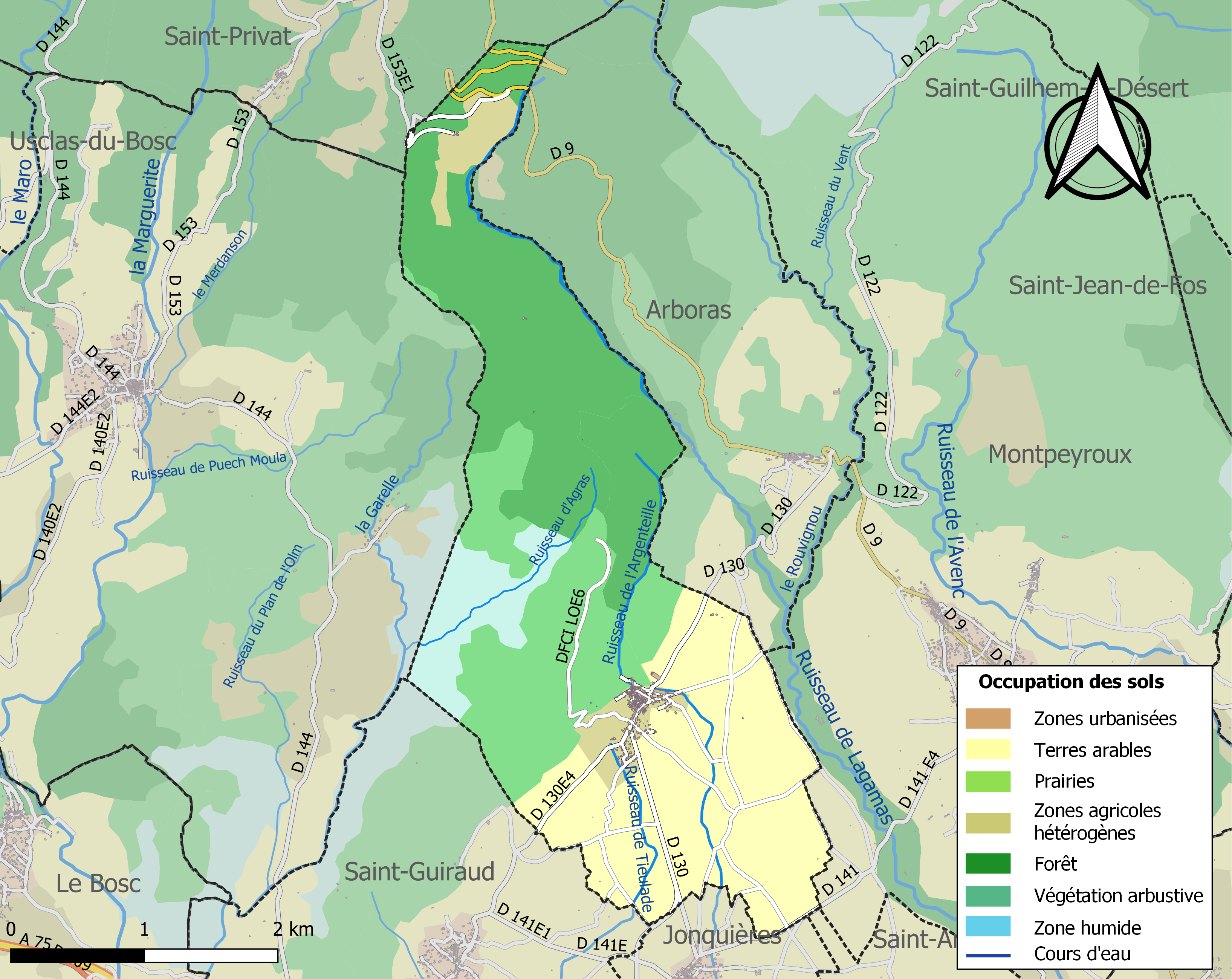
Carte des infrastructures et de l'occupation des sols de la commune en 2018 (CLC).

### Risques majeurs
Le territoire de la commune de Saint-Saturnin-de-Lucian est vulnérable à différents aléas naturels : météorologiques (tempête, orage, neige, grand froid, canicule ou sécheresse), inondations, feux de forêts et séisme (sismicité faible). Il est également exposé à un risque particulier : le risque de radon. Un site publié par le BRGM permet d'évaluer simplement et rapidement les risques d'un bien localisé soit par son adresse soit par le numéro de sa parcelle.

#### Risques naturels
Certaines parties du territoire communal sont susceptibles d’être affectées par le risque d’inondation par débordement de cours d'eau, notamment le ruisseau de Lagamas. La commune a été reconnue en état de catastrophe naturelle au titre des dommages causés par les inondations et coulées de boue survenues en 1982 et 2014,.
Saint-Saturnin-de-Lucian est exposée au risque de feu de forêt. Un plan départemental de protection des forêts contre les incendies (PDPFCI) a été approuvé en juin 2013 et court jusqu'en 2022, où il doit être renouvelé. Les mesures individuelles de prévention contre les incendies sont précisées par deux arrêtés préfectoraux et s’appliquent dans les zones exposées aux incendies de forêt et à moins de 200 mètres de celles-ci. L’arrêté du 25 avril 2002 réglemente l'emploi du feu en interdisant notamment d’apporter du feu, de fumer et de jeter des mégots de cigarette dans les espaces sensibles et sur les voies qui les traversent sous peine de sanctions. L'arrêté du 11 mars 2013 rend le débroussaillement obligatoire, incombant au propriétaire ou ayant droit,.

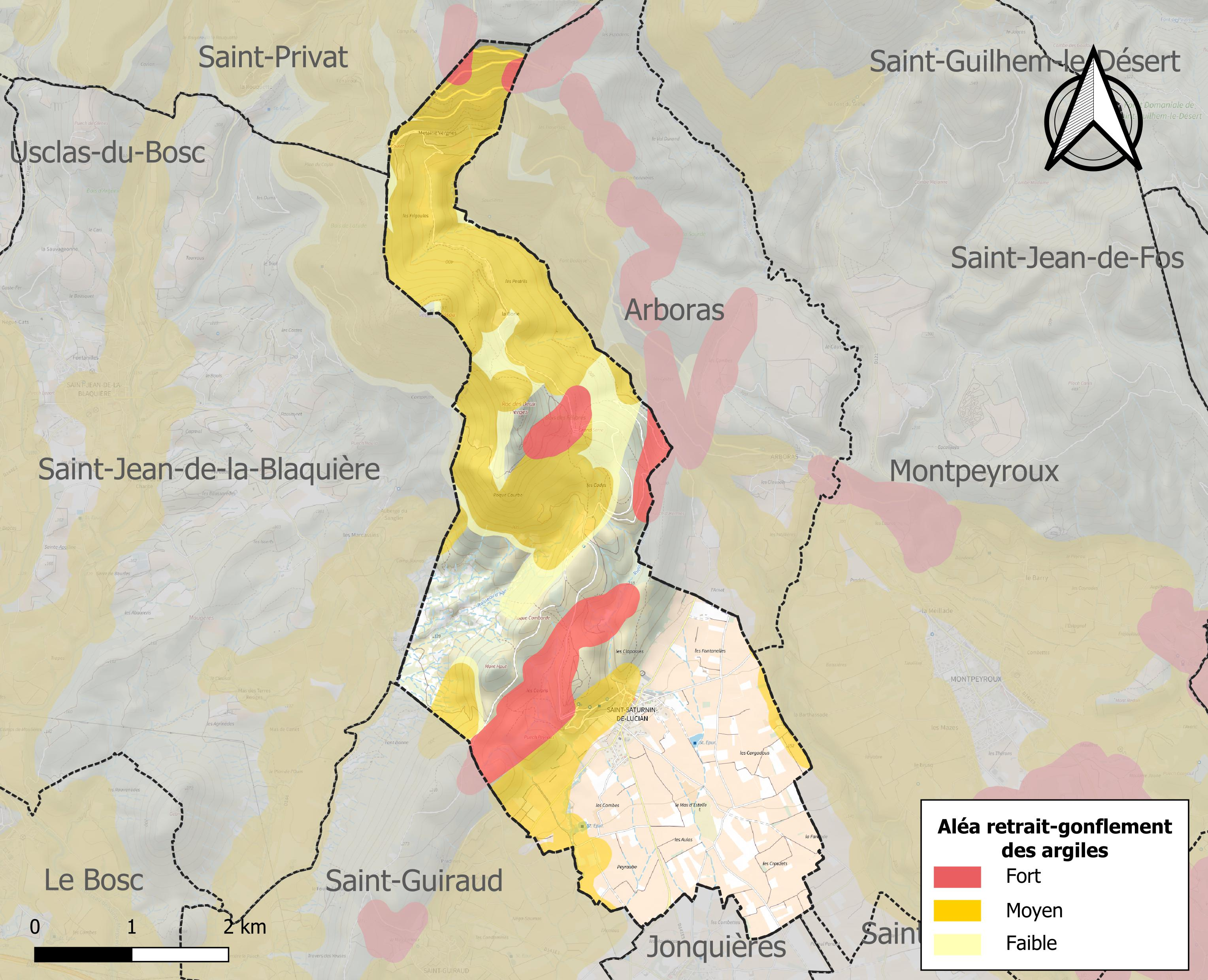
Carte des zones d'aléa retrait-gonflement des sols argileux de Saint-Saturnin-de-Lucian.

Le retrait-gonflement des sols argileux est susceptible d'engendrer des dommages importants aux bâtiments en cas d’alternance de périodes de sécheresse et de pluie. 46,4 % de la superficie communale est en aléa moyen ou fort (59,3 % au niveau départemental et 48,5 % au niveau national). Sur les 175 bâtiments dénombrés sur la commune en 2019, 95 sont en aléa moyen ou fort, soit 54 %, à comparer aux 85 % au niveau départemental et 54 % au niveau national. Une cartographie de l'exposition du territoire national au retrait gonflement des sols argileux est disponible sur le site du BRGM,.
Par ailleurs, afin de mieux appréhender le risque d’affaissement de terrain, l'inventaire national des cavités souterraines permet de localiser celles situées sur la commune.

#### Risque particulier
Dans plusieurs parties du territoire national, le radon, accumulé dans certains logements ou autres locaux, peut constituer une source significative d’exposition de la population aux rayonnements ionisants. Certaines communes du département sont concernées par le risque radon à un niveau plus ou moins élevé. Selon la classification de 2018, la commune de Saint-Saturnin-de-Lucian est classée en zone 3, à savoir zone à potentiel radon significatif.

## Histoire

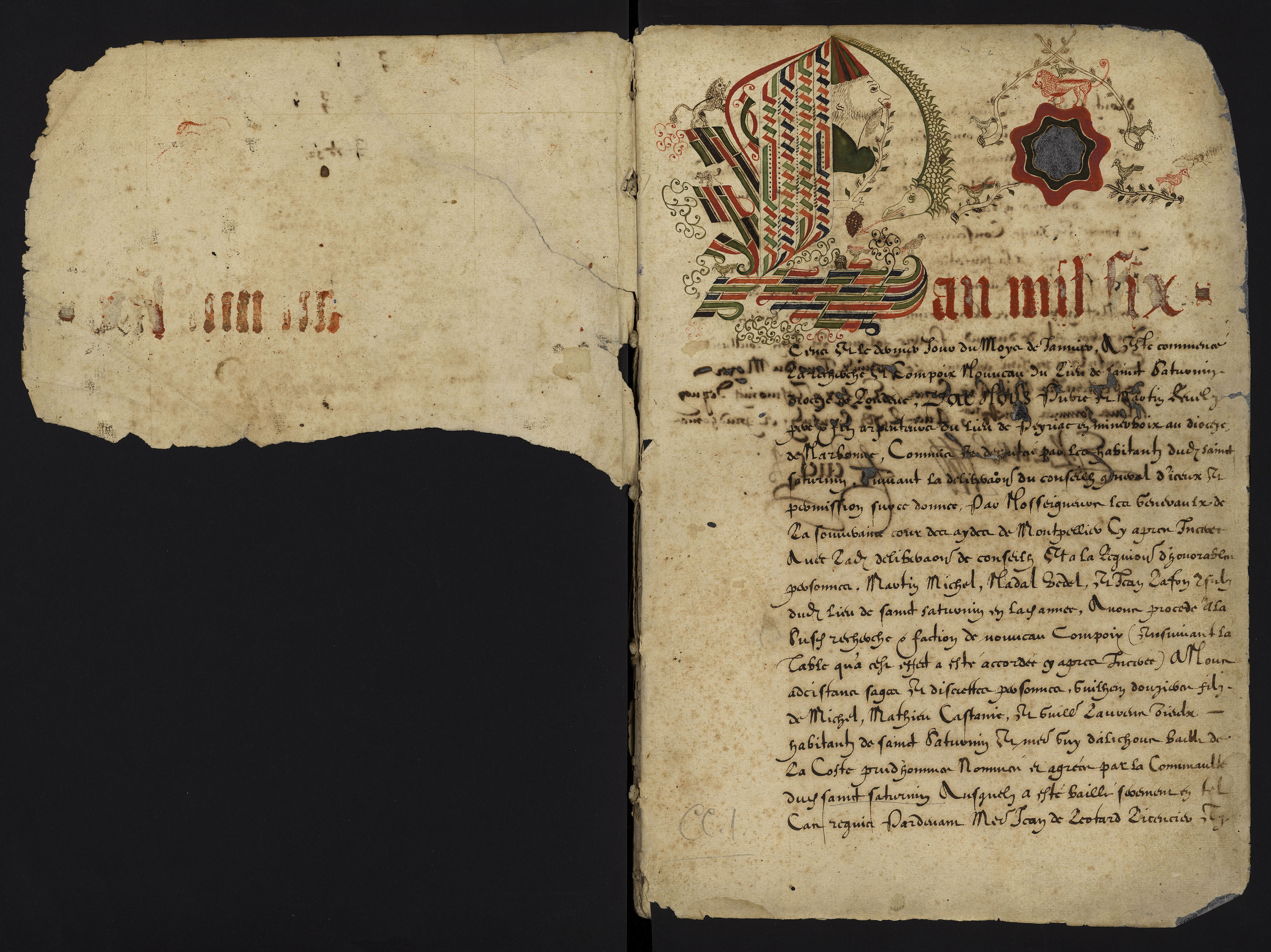
Extrait de la matrice du compoix (1600).

Lors de la Révolution française, les citoyens de la commune se réunissent au sein de la société révolutionnaire, baptisée « société populaire » en germinal an II. Durant cette période, la commune porte le nom de Lucian.

### Toponymie
Sant Satornin ou Sant Adornin en occitan.
La terminaison de-Lucian a été ajouté au nom de Saint-Saturnin en 1991.

## Politique et administration
| Période    | Période    | Identité                             | Étiquette | Qualité                          |
| ---------- | ---------- | ------------------------------------ | --------- | -------------------------------- |
| 1792       | 1793       | François Roucher                     |           |                                  |
| 1793       | 1796       | Pierre Guy                           |           |                                  |
| 1796       | 1799       | Jean Puech                           |           |                                  |
| 1799       | 1800       | Etienne Granouilhet                  |           |                                  |
| 1800       | 1801       | François Ferrasse                    |           |                                  |
| 1801       | 1810       | Antoine Roucher                      |           |                                  |
| 1810       | 1818       | Frédéric De Beaumevieille de Gourgas |           |                                  |
| 1818       | 1824       | Louis Laffon                         |           |                                  |
| 1824       | 1830       | Jean Puech                           |           |                                  |
| 1830       | 1840       | Frédéric De Beaumevieille de Gourgas |           |                                  |
| 1840       | 1844       | François Archimbaud                  |           |                                  |
| 1844       | 1846       | Frédéric De Beaumevieille de Gourgas |           |                                  |
| 1846       | 1865       | Frédéric Jaoul                       |           |                                  |
| 1865       | 1868       | Jean Orssaud                         |           |                                  |
| 1868       | 1870       | François Archimbaud                  |           |                                  |
| 1870       | 1874       | Jean Orssaud                         |           |                                  |
| 1874       | 1879       | Toussaint Archimbaud                 |           |                                  |
| 1879       | 1884       | Sylvain Boyer                        |           |                                  |
| 1884       | 1888       | Hilarion Archimbaud                  |           |                                  |
| 1888       | 1895       | Louis Laffon                         |           |                                  |
| 1895       | 1902       | Arsène Galibert                      |           | Adjoint remplace le Maire absent |
| 1902       | 1904       | Jean Vialla                          |           |                                  |
| 1904       | 1919       | Pierre Villaret                      |           |                                  |
| 1919       | 1935       | Paul Cambon                          |           |                                  |
| 1935       | 1945       | Pierre Barrière                      |           |                                  |
| 1945       | 1946       | Alphonse Barascut                    |           |                                  |
| 1946       | 1947       | Joseph Aussel                        |           | Adjoint remplace le Maire décédé |
| 1947       | 1952       | Antoine Besombes                     |           | Viticulteur                      |
| 1952       | 1953       | Joseph Aussel                        |           | Viticulteur                      |
| 1953       | 1959       | Philémon Bonniol                     |           | Viticulteur                      |
| 1959       | 1977       | Gérard Barrière                      |           | Avocat                           |
| 1977       | 1989       | Fulcrand Jourdan                     |           | Viticulteur                      |
| 1989       | mars 2008  | Jean-Claude Aussel                   |           | Entrepreneur en maçonnerie       |
| mars 2008  | avril 2011 | François Gastan                      |           | Employé des Postes               |
| avril 2011 | En cours   | Florence Quinonero                   | SE        | Agricultrice                     |

## Démographie
L'évolution du nombre d'habitants est connue à travers les recensements de la population effectués dans la commune depuis 1793. Pour les communes de moins de 10 000 habitants, une enquête de recensement portant sur toute la population est réalisée tous les cinq ans, les populations de référence des années intermédiaires étant quant à elles estimées par interpolation ou extrapolation. Pour la commune, le premier recensement exhaustif entrant dans le cadre du nouveau dispositif a été réalisé en 2007.

En 2022, la commune comptait 289 habitants, en évolution de +0,7 % par rapport à 2016 (Hérault : +7,49 %, France hors Mayotte : +2,11 %).
| 1793 | 1800 | 1806 | 1821 | 1831 | 1836 | 1841 | 1846 | 1851 |
| ---- | ---- | ---- | ---- | ---- | ---- | ---- | ---- | ---- |
| 312  | 312  | 378  | 344  | 346  | 328  | 332  | 331  | 302  |

| 1856 | 1861 | 1866 | 1872 | 1876 | 1881 | 1886 | 1891 | 1896 |
| ---- | ---- | ---- | ---- | ---- | ---- | ---- | ---- | ---- |
| 282  | 290  | 300  | 292  | 286  | 273  | 257  | 252  | 277  |

| 1901 | 1906 | 1911 | 1921 | 1926 | 1931 | 1936 | 1946 | 1954 |
| ---- | ---- | ---- | ---- | ---- | ---- | ---- | ---- | ---- |
| 288  | 342  | 345  | 325  | 343  | 313  | 318  | 258  | 231  |

| 1962 | 1968 | 1975 | 1982 | 1990 | 1999 | 2006 | 2007 | 2012 |
| ---- | ---- | ---- | ---- | ---- | ---- | ---- | ---- | ---- |
| 281  | 265  | 250  | 208  | 199  | 229  | 281  | 288  | 310  |

| 2017 | 2022 | - | - | - | - | - | - | - |
| ---- | ---- | - | - | - | - | - | - | - |
| 276  | 289  | - | - | - | - | - | - | - |

## Économie

### Revenus
En 2018, la commune compte 124 ménages fiscaux, regroupant 289 personnes. La médiane du revenu disponible par unité de consommation est de 19 600 € (20 330 € dans le département).

### Emploi
|                | 2008   | 2013   | 2018   |
| -------------- | ------ | ------ | ------ |
| Commune        | 14,3 % | 5,6 %  | 11,6 % |
| Département    | 10,1 % | 11,9 % | 12 %   |
| France entière | 8,3 %  | 10 %   | 10 %   |

En 2018, la population âgée de 15 à 64 ans s'élève à 178 personnes, parmi lesquelles on compte 84,5 % d'actifs (72,9 % ayant un emploi et 11,6 % de chômeurs) et 15,5 % d'inactifs,. En  2018, le taux de chômage communal (au sens du recensement) des 15-64 ans est inférieur à celui du département, mais supérieur à celui de la France, alors qu'en 2008 il était supérieur à celui du département.
La commune fait partie de la couronne de l'aire d'attraction de Montpellier, du fait qu'au moins 15 % des actifs travaillent dans le pôle,. Elle compte 85 emplois en 2018, contre 78 en 2013 et 67 en 2008. Le nombre d'actifs ayant un emploi résidant dans la commune est de 131, soit un indicateur de concentration d'emploi de 65,4 % et un taux d'activité parmi les 15 ans ou plus de 68,4 %.
Sur ces 131 actifs de 15 ans ou plus ayant un emploi, 44 travaillent dans la commune, soit 34 % des habitants. Pour se rendre au travail, 85,7 % des habitants utilisent un véhicule personnel ou de fonction à quatre roues, 10,6 % s'y rendent en deux-roues, à vélo ou à pied et 3,8 % n'ont pas besoin de transport (travail au domicile).

### Activités hors agriculture

#### Secteurs d'activités
34 établissements sont implantés  à Saint-Saturnin-de-Lucian au 31 décembre 2019. Le tableau ci-dessous en détaille le nombre par secteur d'activité et compare les ratios avec ceux du département,.
| Secteur d'activité                                                                                        | Commune | Commune | Département |
| Secteur d'activité                                                                                        | Nombre  | %       | %           |
| --- | ------- | ------- | ----------- |
| Ensemble                                                                                                  | 34      |         |             |
| Industrie manufacturière, industries extractives et autres                                                | 5       | 14,7 %  | (6,7 %)     |
| Construction                                                                                              | 5       | 14,7 %  | (14,1 %)    |
| Commerce de gros et de détail, transports, hébergement et restauration                                    | 7       | 20,6 %  | (28 %)      |
| Activités immobilières                                                                                    | 3       | 8,8 %   | (5,3 %)     |
| Activités spécialisées, scientifiques et techniques et activités de services administratifs et de soutien | 6       | 17,6 %  | (17,1 %)    |
| Administration publique, enseignement, santé humaine et action sociale                                    | 4       | 11,8 %  | (14,2 %)    |
| Autres activités de services                                                                              | 4       | 11,8 %  | (8,1 %)     |

Le secteur du commerce de gros et de détail, des transports, de l'hébergement et de la restauration est prépondérant sur la commune puisqu'il représente 20,6 % du nombre total d'établissements de la commune (7 sur les 34 entreprises implantées  à Saint-Saturnin-de-Lucian), contre 28 % au niveau départemental.

#### Entreprises et commerces
L'entreprise ayant son siège social sur le territoire communal qui génère le plus de chiffre d'affaires en 2020 est : 
- Fonjoya Delta, commerce de gros (commerce interentreprises) de boissons (3 878 k€).

### Agriculture
La commune est dans le « Soubergues », une petite région agricole occupant le nord-est du département de l'Hérault. En 2020, l'orientation technico-économique de l'agriculture  sur la commune est la viticulture.
|               | 1988 | 2000 | 2010 | 2020 |
| ------------- | ---- | ---- | ---- | ---- |
| Exploitations | 40   | 35   | 32   | 21   |
| SAU (ha)      | 468  | 498  | 299  | 249  |

Le nombre d'exploitations agricoles en activité et ayant leur siège dans la commune est passé de 40 lors du recensement agricole de 1988  à 35 en 2000 puis à 32 en 2010 et enfin à 21 en 2020, soit une baisse de 47 % en 32 ans. Le même mouvement est observé à l'échelle du département qui a perdu pendant cette période 67 % de ses exploitations,. La surface agricole utilisée sur la commune a également diminué, passant de 468 ha en 1988 à 249 ha en 2020. Parallèlement la surface agricole utilisée moyenne reste stable à 12 ha.

## Culture locale et patrimoine

### Lieux et monuments
- Église priorale Saint-Saturnin-de-Toulouse de Saint-Saturnin-de-Lucian.

### Héraldique
| Blason de Saint-Saturnin-de-Lucian | Blason  | De sable aux trois fasces d'or, à la bordure de gueules. |
| Blason de Saint-Saturnin-de-Lucian | Détails | Le statut officiel du blason reste à déterminer.         |

### Fonds d'archives
- Fonds : Archives communales de Saint-Saturnin-de-Lucian (1600-1929) [3,00 ml].  Cote : 287 EDT. Montpellier : Archives départementales de l'Hérault (présentation en ligne).